# Міцва
Міцва (мн. ч. мицвот, ашкеназі. міцвос; від івр. מִצְוָה, досл. «веління», «наказ») — припис, заповідь в юдаїзмі. У побуті міцва — до всякого доброго діла, похвальний вчинок.
У Торі згадується 613 міцвот: 248 предписаних (міцвот асі або хіювім — обов'язки) і 365 заборонених (міцвот ло Таас або ісурім — заборони).
Виконання міцвот покладено на всіх повнолітніх євреїв: хлопчиків з 13-и років і 1-го дня (після бар-Міцва), і дівчаток з 12 років (після бат-Міцва).
Жінки звільнені від виконання наказуючих заповідей (Хійувім), виконання яких пов'язане або з певним часом дня, або з обмеженим відрізком часу, бо це може завадити виконанню ними обов'язків дружини або матері. Але по своєму бажанню жінка може виконувати ці міцви.
Велика кількість міцв була пов'язана з Храмом і тому в наш час не може виконуватися віруючими.
При виконанні більшості міцвот вимовляється спеціальне благословення (бенідікція, івр. браха ‎)
Для неєвреїв в юдаїзмі пропонується виконання Заповідей Синів Ноаха (Ноя), Бней Ноах

## Сенс заповідей
Питання про сенс заповідей взагалі й значення окремих конкретних заповідей займало багатьох видатних єврейських мислителів, таких, як Маймонід, Шимшон Рафаель Гірш і багатьох інших. Завдання віруючого – сумлінно виконувати приписи за волею Всевишнього, щоб не ображати Його і отримати благословення.